# Runi Lewerissa
Runi Lewerissa (født 28. oktober 1958) er en dansk skuespiller.
Lewerissa er uddannet fra Skuespillerskolen ved Odense Teater i 1982. Han fik sit folkelige gennembrud i tv-serien Ugeavisen.
Sammen med Hella Joof har han datteren Olivia Joof Lewerissa, som ligeledes er skuespiller.

## Filmografi
- Bryllupsfotografen (1994)
- Mørkets Ø (1997)
- Den blå munk (1998)
- Iqbal & den hemmelige opskrift (2015)
- Iqbal & superchippen (2016)
- ‘’Iqbal & Den Indiske Juvel’’(2018)

### Tv-serier
- Ugeavisen (1990-1991)
- En fri mand (1996)
- Skjulte spor (2001)
- Hotellet (2001-2002)
- Hvide Sande (2021)